# Компютърна симулация
Компютърната симулация е вид симулация, провеждана на един или множество компютри, свързани в компютърна мрежа, с която се симулира абстрактен модел на определена система. Компютърните симулации са станали важна част от математическото моделиране на много естествени системи във физиката, астрофизиката, химията, биологията, както и на обществени системи в икономиката, психологията, социалните науки и инженерството. Терминът „моделиране“ се отнася до процеса на развитие на математическо представяне на обекта на модела, докато терминът „симулация“ касае по-скоро обработването на информацията чрез алгоритми и изчислителни процедури за решаване на математическите уравнения, произлезли от модела — т.е. компютърната симулация на една система е нейното представяне чрез задействането на модела. Тя служи за изследване и получаване на нови знания за системата, когато тя е твърде сложна за аналитично решение.
Компютърните симулации използват компютърни програми, които могат да работят от няколко минути до паралелни изчисления в компютърни мрежи, които могат да продължат с дни. Мащабът на симулираните по този начин събития далеч надминава мащаба, постижим с традиционното математическо моделиране с писалка и хартия. Например през 1997 г. е извършена най-голямата военна симулация на инвазия на 66 239 танка, камиони и други превозни средства с използване на множество суперкомпютри 
Други примери са изчисление на деформацията в материален модел, съставен от 1 милиард атома, модел на рибозома, съставен от 2,64 милиона атома през 2005;
пълна симулация на жизнения цикъл на бактерията Mycoplasma genitalium през 2012. Проектът Blue Brain в политехниката в Лозана, започнал през 2005, има а цел да направи компютърна симулация на човешкия мозък до молекулярно ниво.

## Примери
През 2013 г. с помощта на петафлопов суперкомпютър Blue Waters и софтуер с отворен код учените успяват да симулират структурата на протеиновата обвивка на ХИВ вируса, причинител на СПИН